# Ван Мил, Йохан
Йоханнес Антониус Йосеф Ван Мил (нидерл. Johannes Antonius Josef van Mil; 26 марта 1959 — 9 ноября 2008) — нидерландский шахматист, международный мастер (1986).

## Шахматная карьера
Четыре раза принял участие в чемпионатах Нидерландов. Лучший результат: 2001 — 4-е место. Трижды побеждал на открытых чемпионатах Нидерландов по быстрым шахматам.
В составе национальной сборной участник следующих соревнований:
- 3-й командный чемпионат мира среди молодёжи до 26 лет (1981) в г. Граце. Играл на 1-й запасной доске, команда Нидерландов заняла 14-е место.
- 15-й Кубок Митропы[нем.] (1993) в г. Бад-Вёрисхофене. Играл на 3-й доске и завоевал золотую медаль в индивидуальном зачёте.

Дважды участвовал в Кубках европейских клубов в составе клубов «Tessenderlo» (1997) и «Эйндховен» (1985/86; команда дошла до четвертьфинала, где уступила победителю соревнования — московскому ЦСКА). Чемпион Нидерландов среди клубных команд в составе «Эйндховена» (1983/84).
Работал редактором «Schaaknieuws».

## Семья
Был женат на венгерской шахматистке Эрике Сива. У пары два сына: Алекс (2000) и Нико (2003).

## Изменения рейтинга
| Графики недоступны из-за технических проблем. См. информацию на Фабрикаторе и на mediawiki.org. |